# Søren Lerby
Søren Lerby (født 1. februar 1958 i København) er en tidligere professionel dansk fodboldspiller og nuværende spilleragent.

## Karriere
Som 16-årig kom Lerby til Fremad Amager fra Taastrup Idræts Klub, men spillede der kun til november 1975, hvor han sammen med klubkammerat Frank Arnesen skiftede til Ajax Amsterdam. I sin karriere spillede Lerby også i Bayern München, AS Monaco FC og PSV Eindhoven.
På disse hold var han syv gange med til at vinde det hollandske mesterskab og to gange med til at vinde det tyske mesterskab. Derudover var han med, da PSV Eindhoven vandt European Champion Clubs' Cup i 1988.
Søren Lerby opnåede i alt at spille 67 landskampe for Danmark, hvori han scorede 10 mål.
Søren Lerby var træner for Bayern München, da de sensationelt blev slået 6-2 af B 1903 (Nu en del af F.C. København) på Gentofte Stadion i UEFA Cup 1991.

## Spillestil
Lerby var som venstre-fodet midtbanespiller en central spiller på Sepp Piontek dynamithold i 1980'erne. Han spillede konsekvent med strømperne nede om anklerne og uden benskinner. Stoppede egentlig på landsholdet efter EM i 1988, men tog en ekstra tørn for holdet i skæbnekampen på udebane mod Rumænien i efteråret 1989. Det hjalp dog ikke noget, da holdet tabte 3-1.
Lerby har som en af få professionelle fodboldspillere spillet 2 afgørende kampe på samme dag som senior, nemlig da han d. 13. november 1985 spillede for Danmark i en VM-kvalifikationskamp mod Irland om eftermiddagen, og samme aften spillede for Bayern München modt VfL Bochum i den tyske pokalturnering.

## Agentvirksomhed
I dag fungerer Søren Lerby som fodboldagent for både danske og udenlandske fodboldspillere, herunder Wesley Sneijder, Toby Alderweireld, Danijel Pranjić, Derk Boerrigter og Dries Mertens samt Viktor Fischer, Michael Krohn-Dehli, Pierre-Emile Højbjerg og Riza Durmisi.